# Stühlingen

Utsikt över Stühlingen.

Stühlingen är en stad i Landkreis Waldshut i regionen Schwarzwald-Baar-Heuberg i Regierungsbezirk Freiburg i förbundslandet Baden-Württemberg i Tyskland.